# Nemed-Isztar
Nemed-Isztar (akad. Nēmed-Ištar, zapisywane uruNé-med-d15, tłum. „Miejsce kultowe bogini Isztar”) – starożytne miasto leżące w rejonie środkowego biegu Eufratu, znane ze źródeł asyryjskich z 1 połowy I tys. p.n.e.
W dokumencie z okresu średnioasyryjskiego zapisanym na jednej z tabliczek odnalezionych w Tell al-Rimah Nemed-Isztar wzmiankowane jest już jako stolica jednej z prowincji państwa asyryjskiego. W asyryjskich listach eponimów wymieniany jest Taklak-ana-szarri, gubernator Nemed-Isztar, który za rządów króla Salmanasara III (858-824 p.n.e.) pełnić miał w 842 r. p.n.e. urząd limmu. Następnie miasto to pojawia się wśród miast i krain powierzonych przez króla Adad-nirari III (810-783 p.n.e.) w zarządzanie Nergal-eriszowi, gubernatorowi Rasappy. Jeden z późniejszych asyryjskich królów, Sargon II (721-705 p.n.e.), wyznaczył Nabu-udammiqa, jednego ze swych urzędników, aby ten w okolicach Nemed-Isztar zebrał sadzonki cedrów i cyprysów, najprawdopodobniej po to, aby zasadzić je w innych regionach państwa asyryjskiego.